# Révolution fédéraliste
Révolution fédéraliste
La révolution fédéraliste eut lieu dans le Sud du Brésil peu après la proclamation de la république. Les troubles commencèrent avec l'instabilité politique entretenue par les fédéralistes qui voulaient, selon leurs propres termes « libérer le Rio Grande do Sul de la tyrannie de Júlio de Castilhos (en) », alors gouverneur de l'État.
Le mouvement se fit avec le conflit opposant ceux qui souhaitaient l'autonomie de l'État par rapport au pouvoir fédéral et les partisans d'un Brésil fédéral. La lutte armée dura environ trois ans et se propagea dans l'ensemble des États de l'actuelle région sud du Brésil, Rio Grande do Sul, Santa Catarina et Paraná.

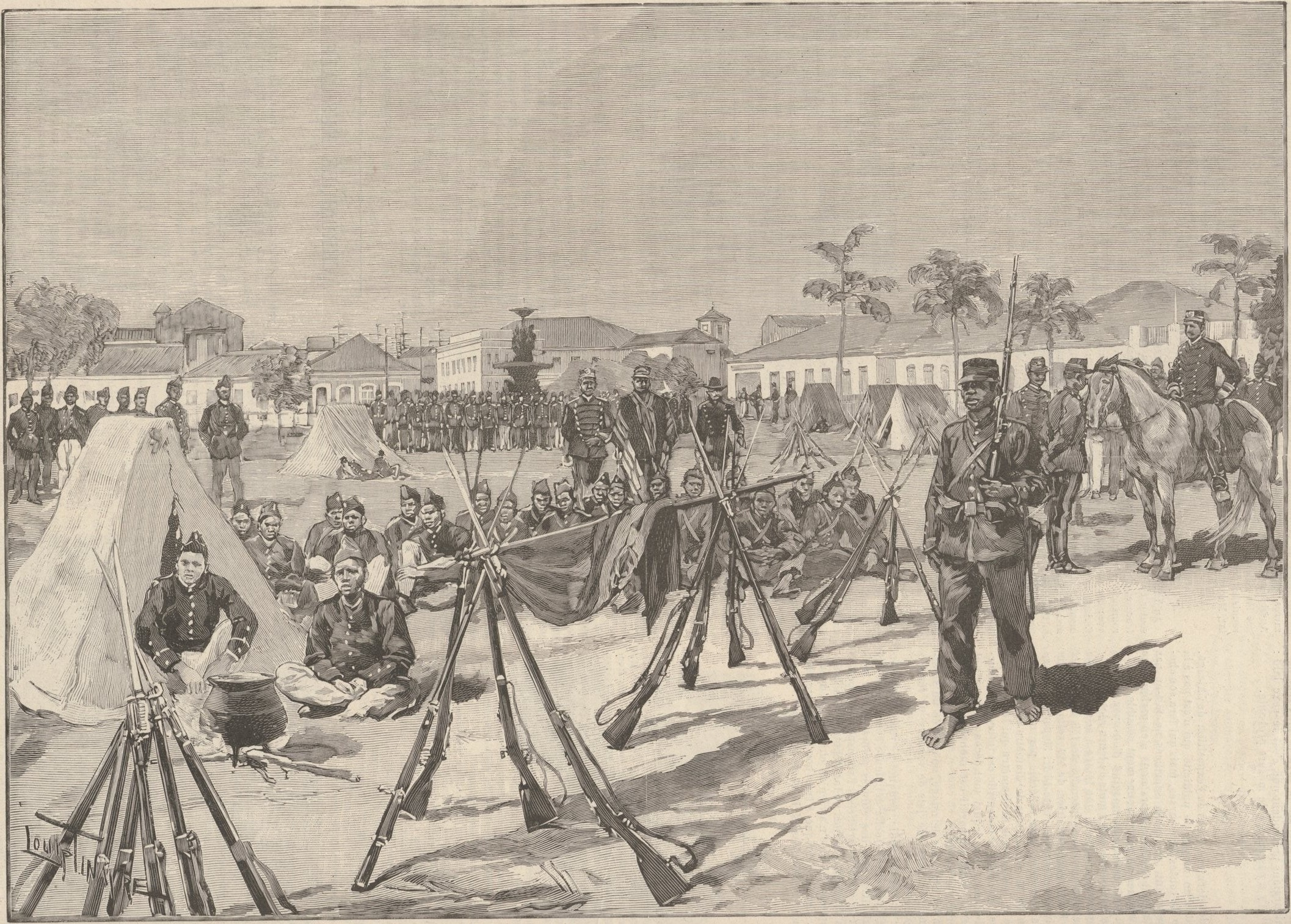
Le 32e bataillon d'infanterie occupant la Praza 7 do Setembro a Rio Grande do Sul, après la défaite des fédéralistes (Le Monde Illustré, no 1.941, 06/09/1894, dessin de M. L. Tinayre, d'après les photographies communiquées par M. Emite Tancke).